# کاریکو
کاریکو (به لاتین: Kääriku) یک روستا در استونی است که در شهرستان والگا واقع شده‌است. کاریکو ۴۸ نفر جمعیت دارد.

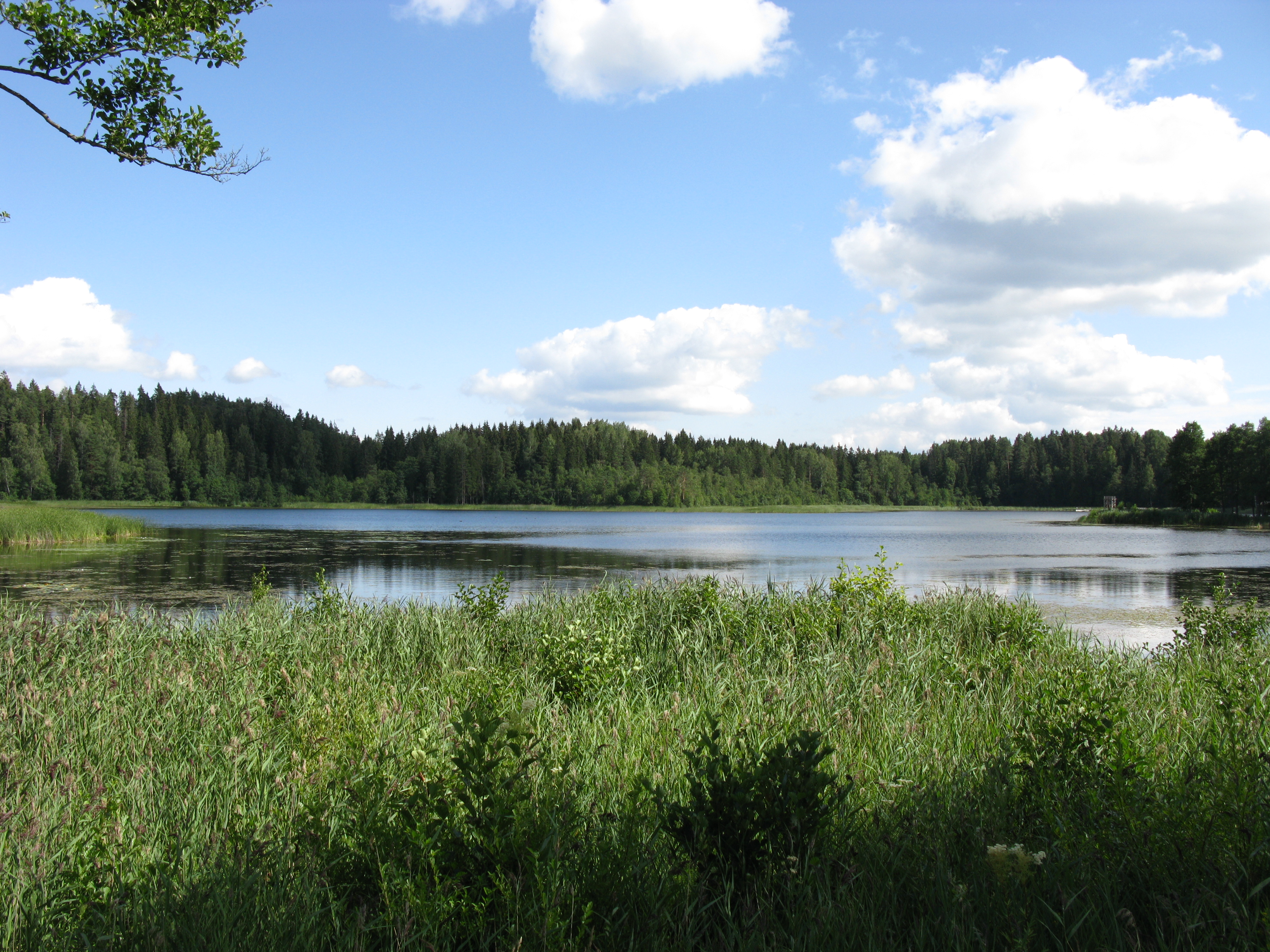
دریاچه کاریکو